# Freedom (Contea di Adams, Pennsylvania)
Freedom è una township degli Stati Uniti d'America, nella Contea di Adams, Pennsylvania. Secondo il censimento del 2000 la popolazione è di 844 abitanti.

## Società

### Evoluzione demografica
La composizione etnica vede una prevalenza della razza bianca (97.27%), seguita da quella afroamericana (0.71%).
| township di Freedom Popolazione |       |
| 2000                            | 844   |
| Stima al 01-07-07               | 1.008 |